# میدان ترافالگار
میدان ترافالگار(به انگلیسی: Trafalgar Square) یکی از اصلی‌ترین و مشهورترین میدان‌های لندن می‌باشد که در مرکز آن واقع شده و از جاذبه‌های توریستی شهر به‌شمار می‌آید. این میدان در ۱۸۴۵ ساخته شده و به مناسبت بزرگداشت پیروزی دریابد نلسون در نبرد ترافالگار چنین نام‌گذاری شده‌است. ریشه لغوی ترافالگار از نام عربی محل نبرد، دماغه طرف الغار می‌باشد.

## معروفیت میدان

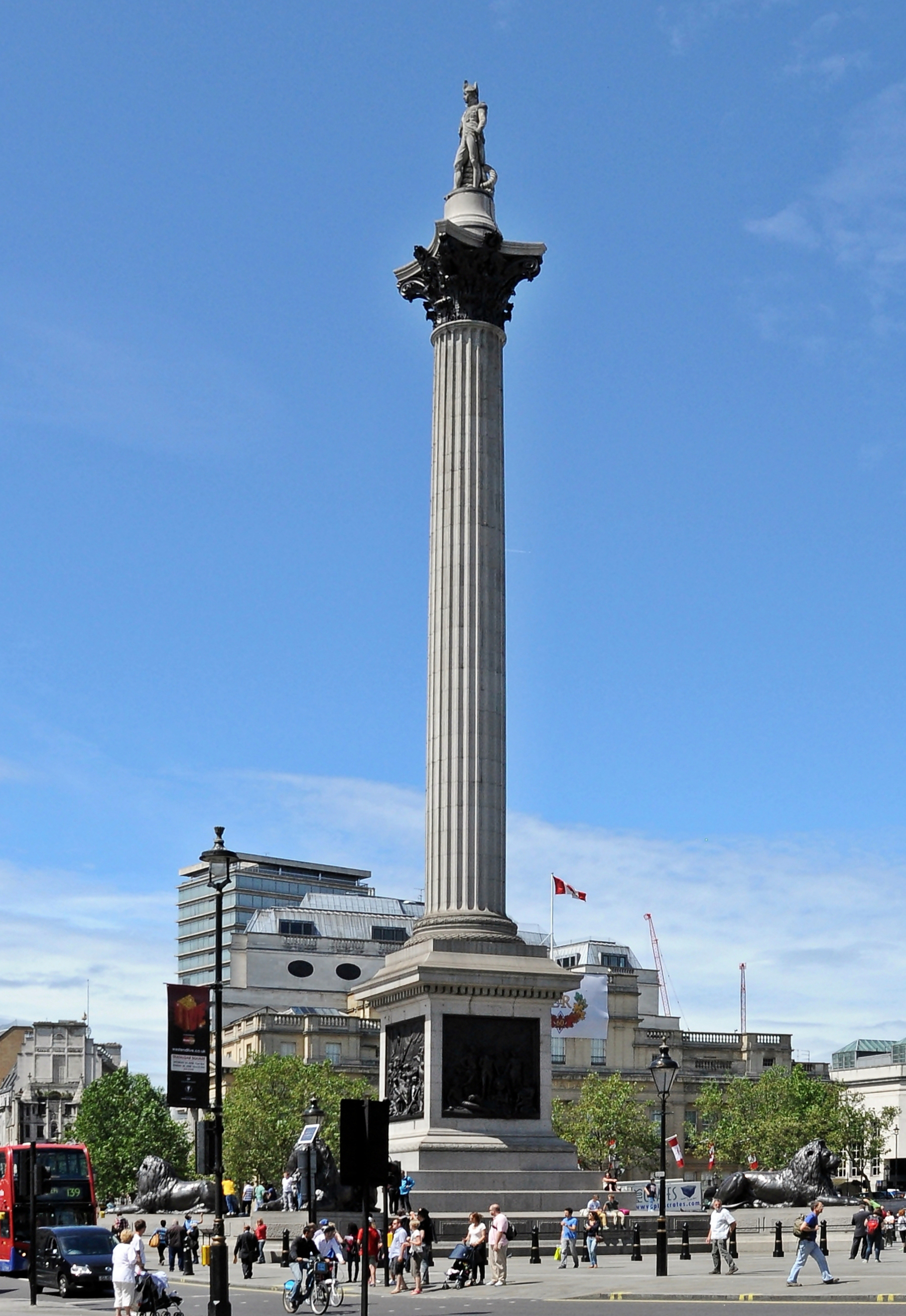
یکی از بنا‌های یادبود موجود در میدان ترافالگار.

تعدادی از ساختمان‌ها و بناهای یادبود معروف لندن همچون نگارخانه ملی لندن، کلیسای سنت مارتین این ده فیلدز و برج نلسون در اینجا قرار دارند و گردشگران را به خود جذب می‌نمایند.
از دیگر عوامل معروفیت میدان ترافالگار وجود حوضچه و فواره‌هایی است که در میان آن قرار گرفته و مکان مناسبی را برای استراحت و آرامش بازدیدکنندگان به وجود می‌آورد. کبوتران نیز دیگر عامل معروفیت میدان بودند که بازدیدکنندگان برای دانه دادن به آنها به اینجا می‌آمدند اما به دلیل آلودگی و نازیبایی ناشی از فضولات این پرندگان و تهدید سلامتی انسان، دانه دادن به آنها ممنوع گردید و شیوه‌های گوناگونی از جمله استفاده از پرندگان شکاری دست‌آموز به خدمت گرفته شد تا مانع از بازگشت کبوتران به میدان ترافالگار شود و امروزه تنها تعداد اندکی از کبوتران در این میدان مشاهده می‌شوند.
همچنین برپایی بسیاری از جشن‌ها، بزرگداشت‌ها، گردهمایی‌ها، اعتراضات و راهپیمایی‌های سیاسی و غیر سیاسی نیز در این میدان صورت می‌گیرد.

## نگارخانه

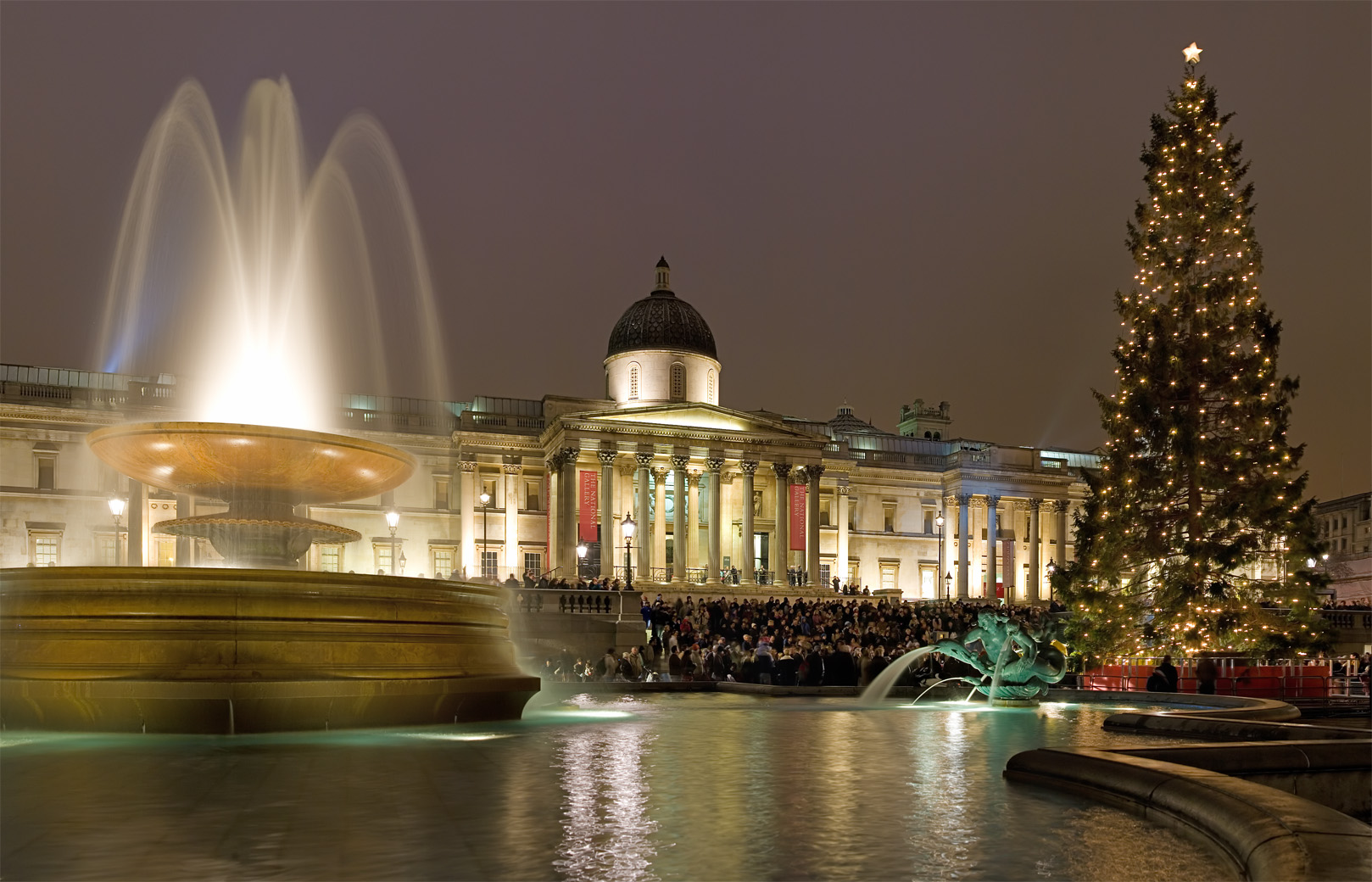
برپایی درخت کریسمس در میدان ترافالگار - دسامبر ۲۰۰۶
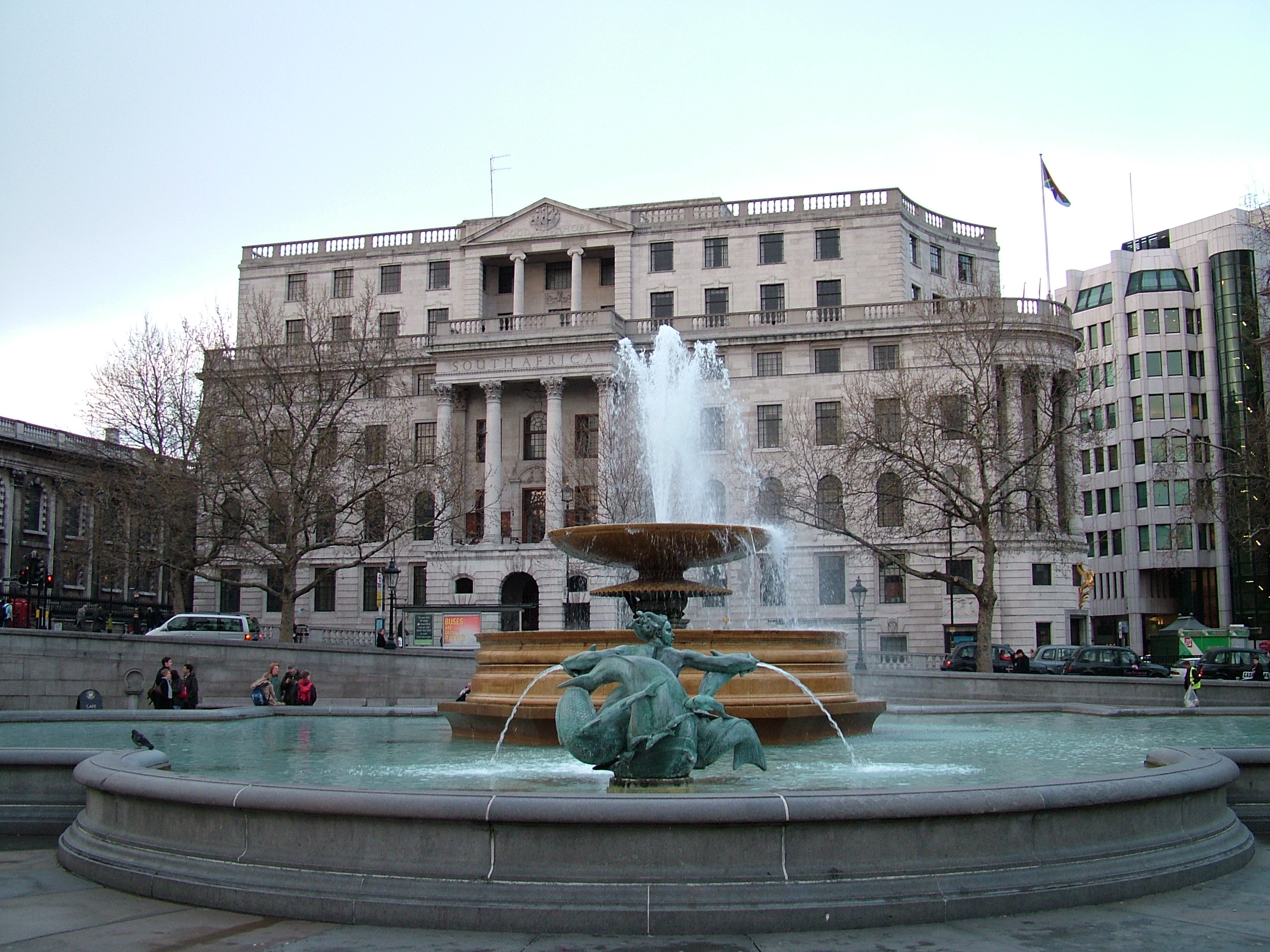
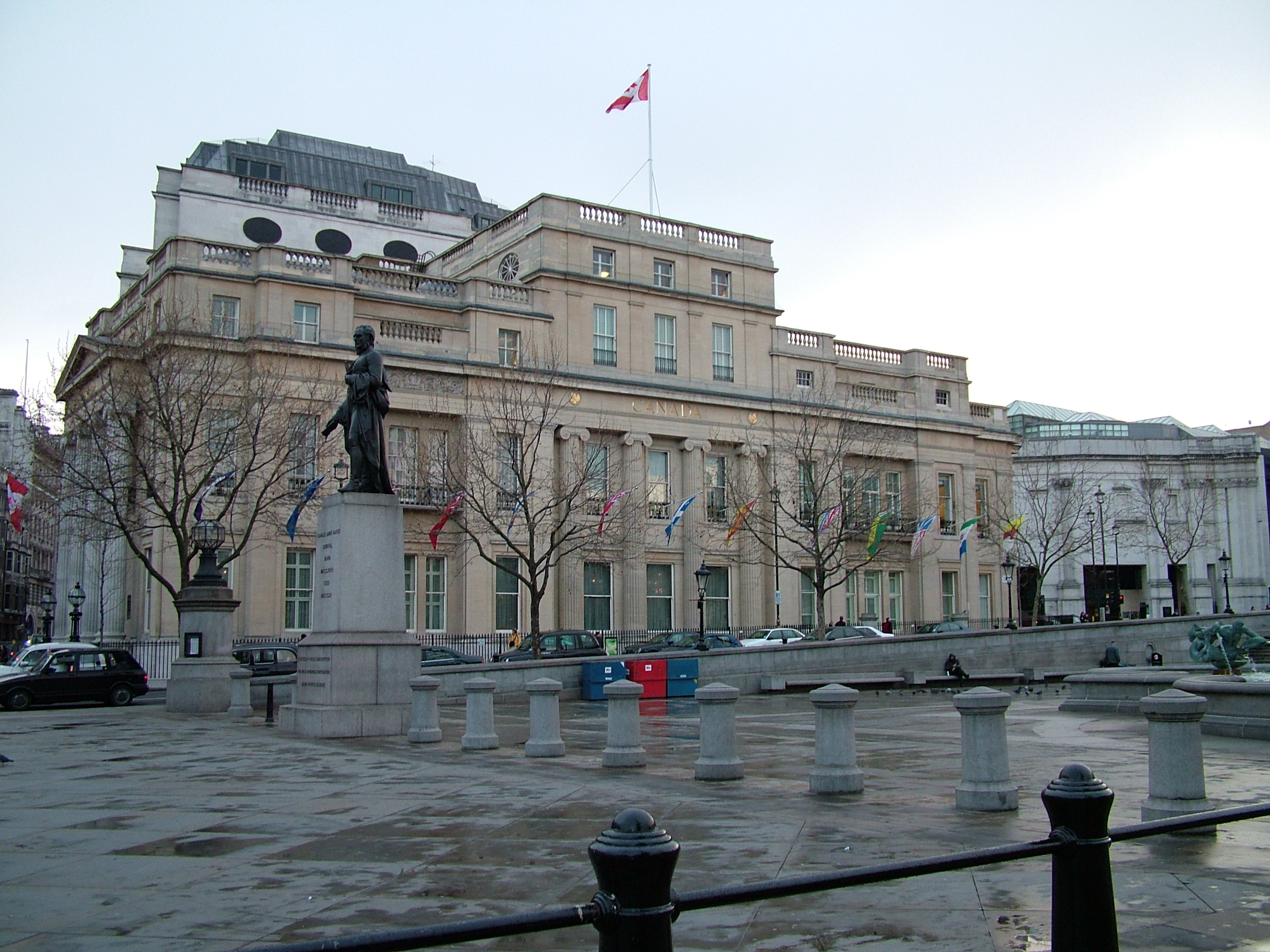
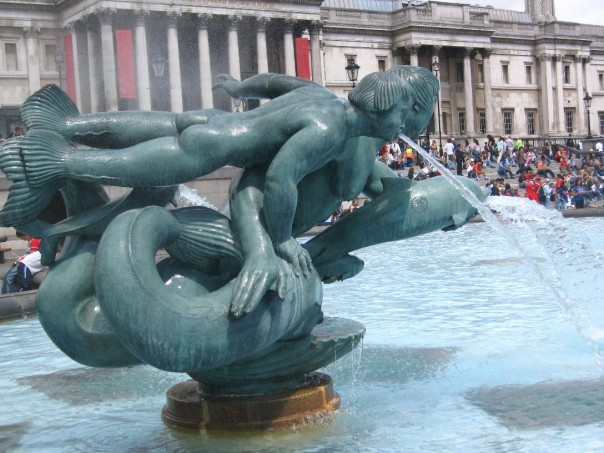
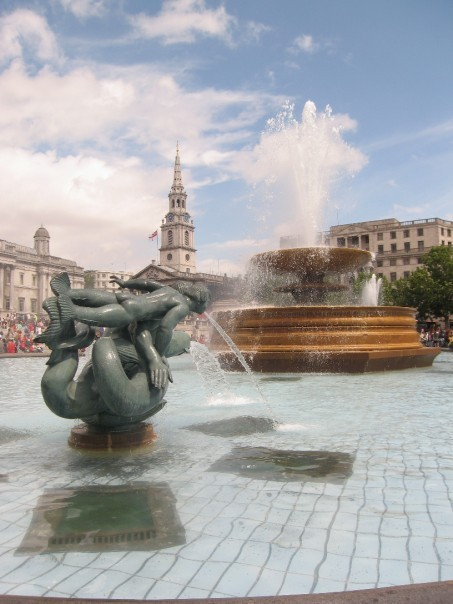
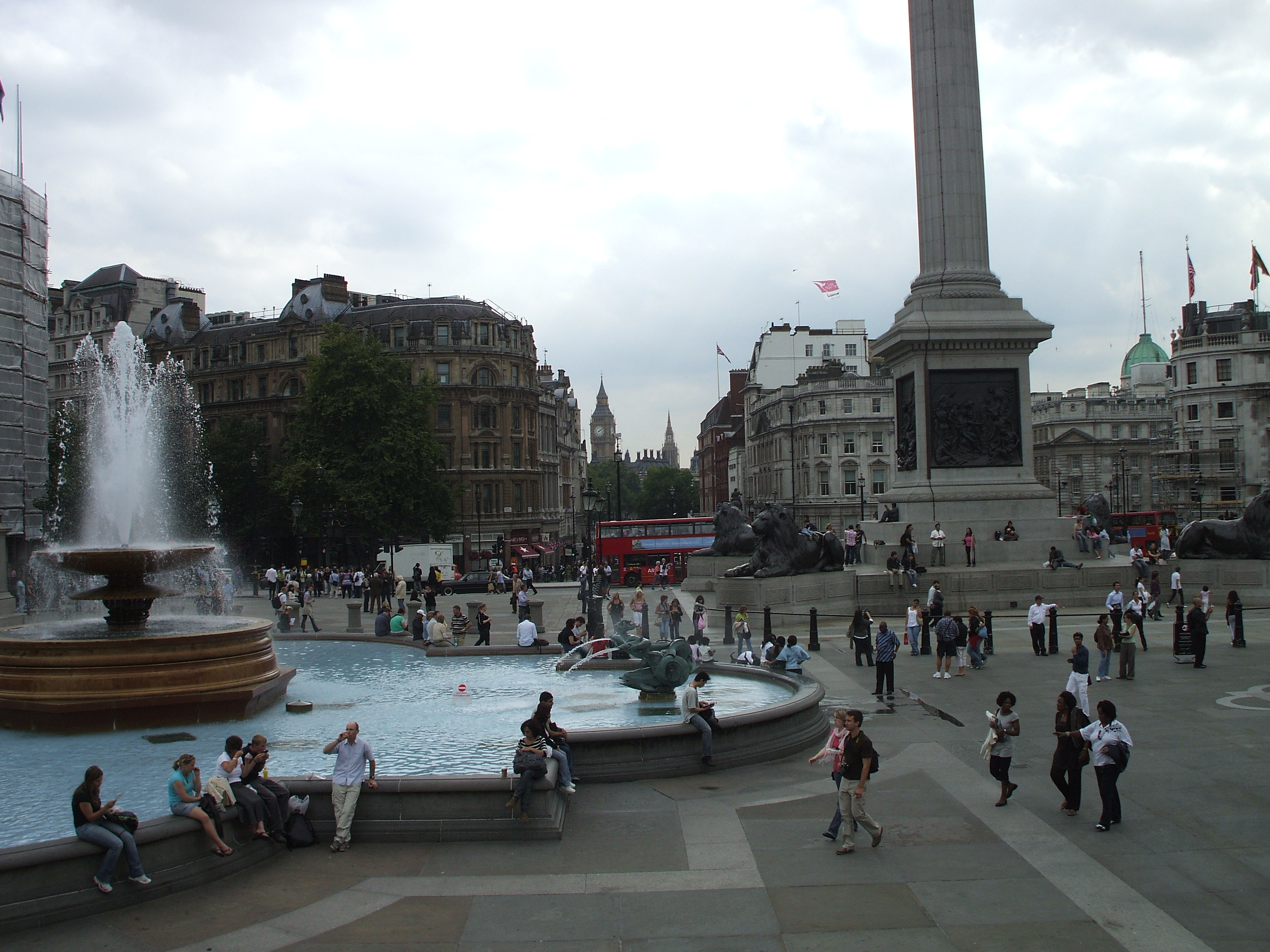
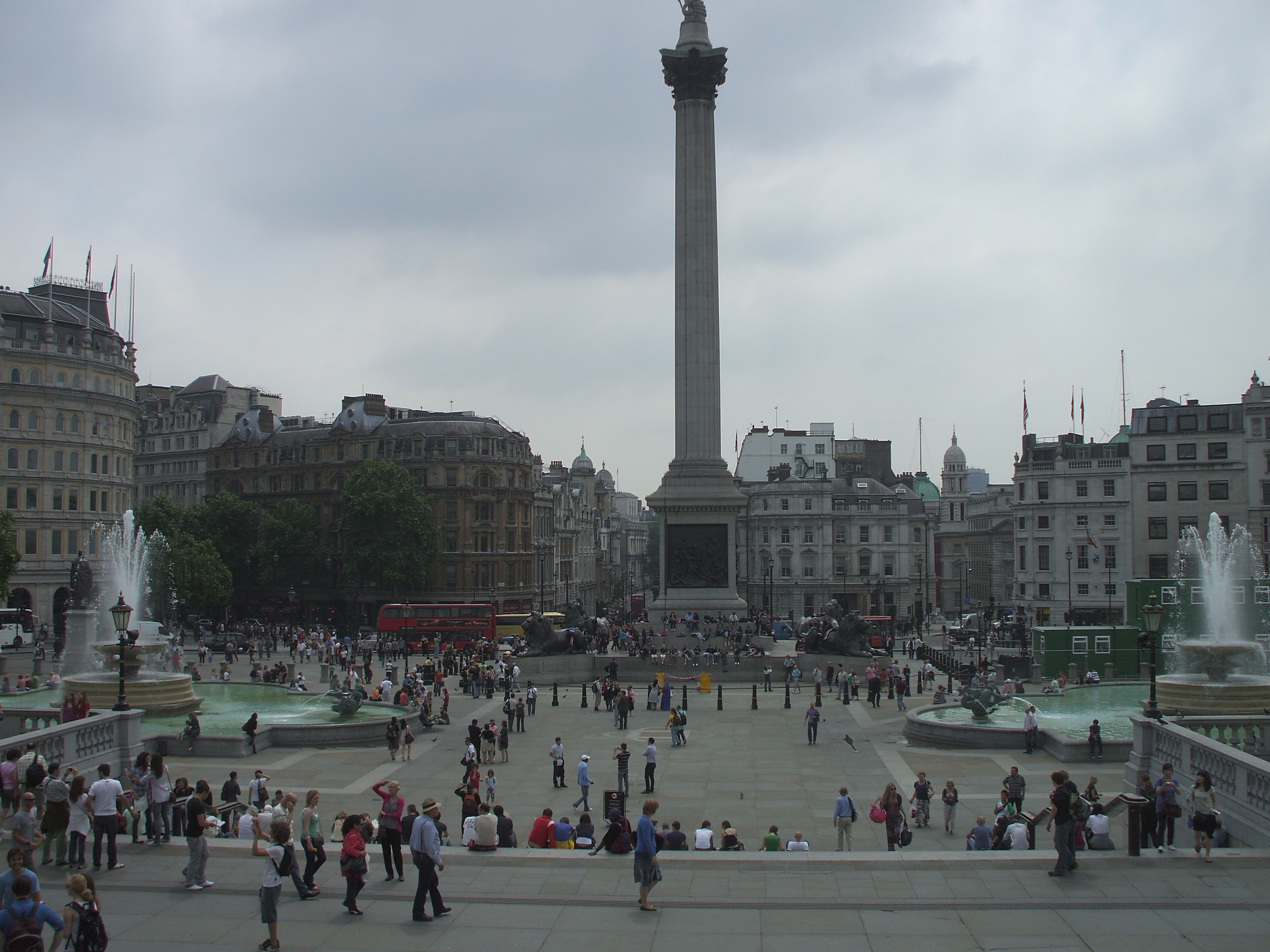
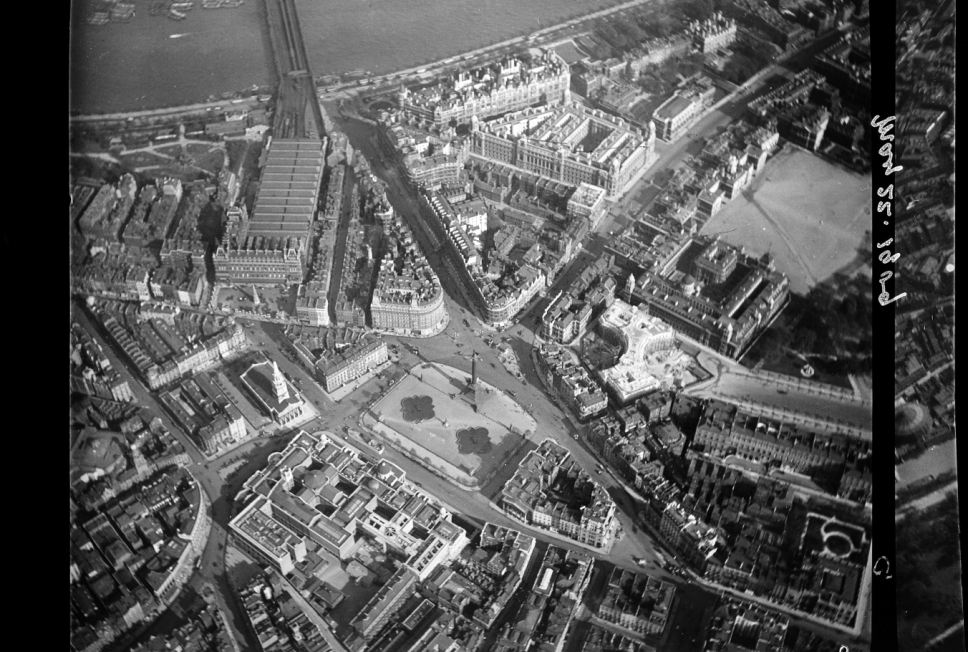
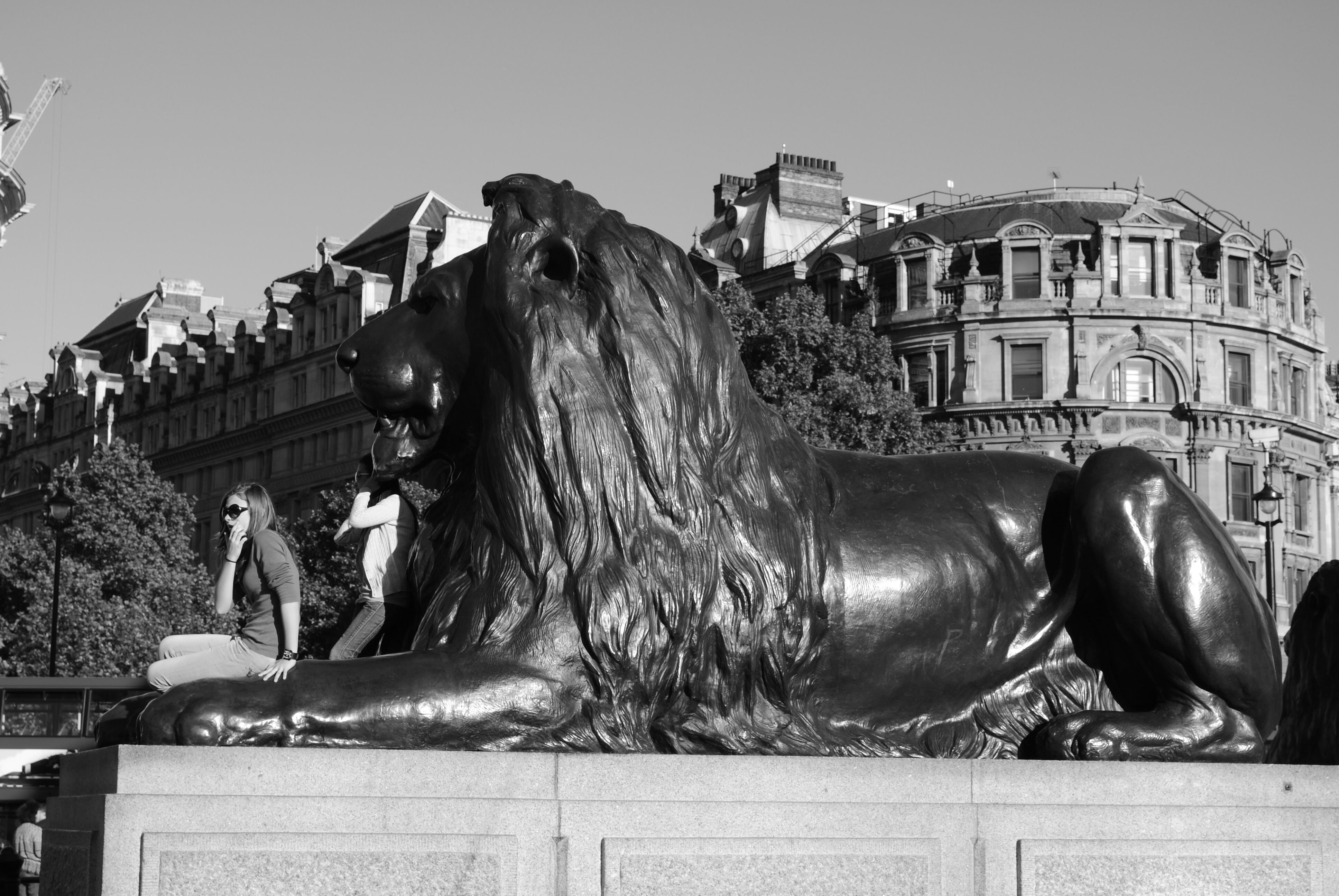
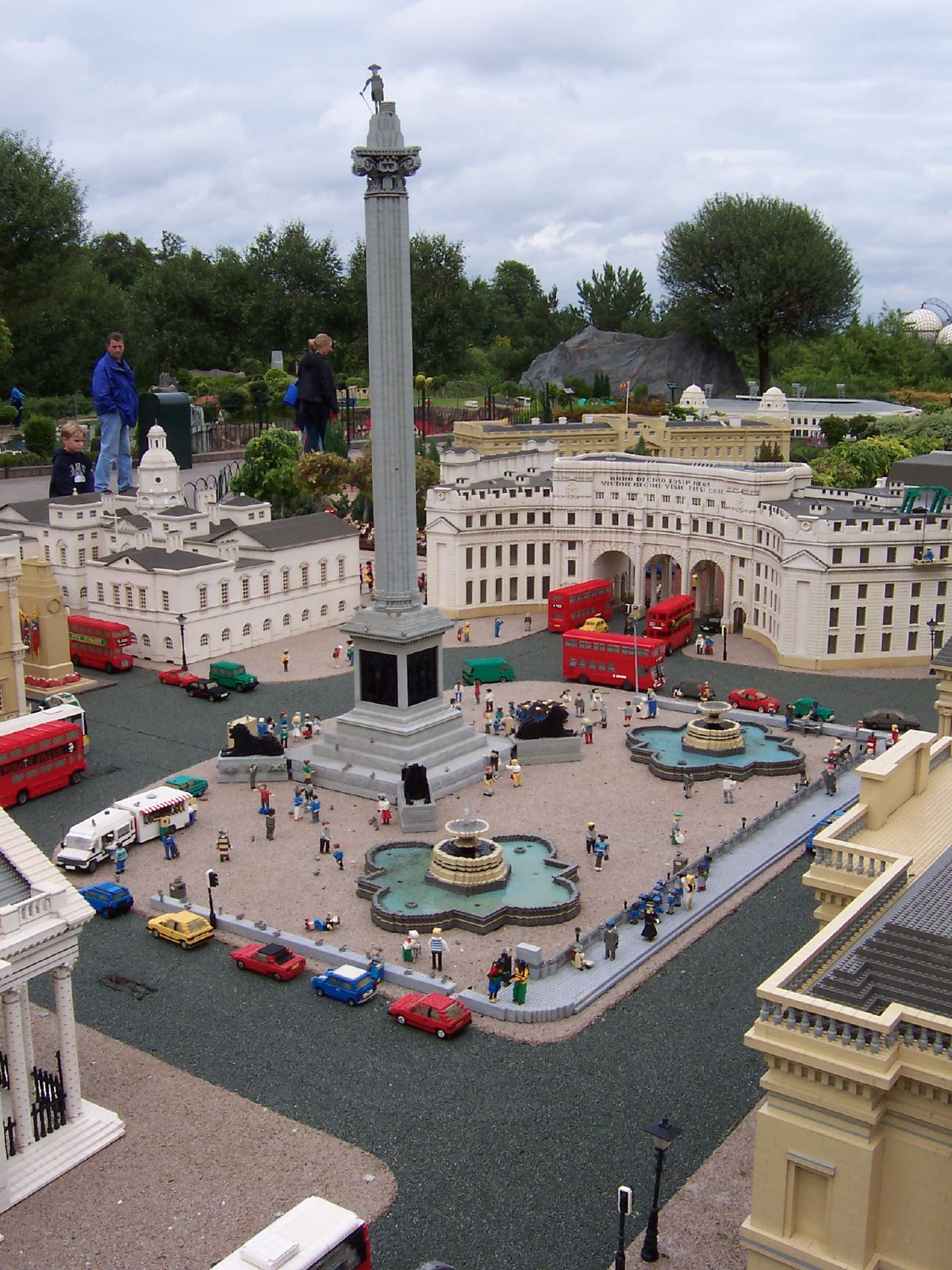
-->